# Love in Rewind
«Love in Rewind» — пісня у виконанні Діно Мерліна, з якою він представляв Боснію і Герцеговину на пісенному конкурсі Євробачення 2011.
Автор пісні, Діно Мерлін, заявив, що пісня про історію життя людей середнього віку .